# Nazeris nepalensis
Nazeris nepalensis  (лат.) — вид коротконадкрылых жуков рода Nazeris из подсемейства Paederinae (Staphylinidae). Гималаи.

## Распространение
Южная Азия, Гималаи: Непал (Dhaulagiri, Annapurna, Kali-Gandaki valley, Central Nepal, 2400–3200 м).

## Описание
Мелкого размера коротконадкрылые жуки, в основном чёрного цвета (усики и ноги темно-жёлтые). Длина тела от 5,5 до 6,7 мм (усики — 1,8 мм). Голова примерно в 1,1 раз длиннее своей ширины. Усики прикрепляются у переднего края головы. Тарзальная формула (число члеников лапок): 5-5-5. Метакоксы задних ног узкие, треугольные.

## Систематика
Вид был впервые описан в 1975 году французским энтомологом и спелеологом Анри Койфэ (Henri Coiffait; 1907—1989), валидный статус таксона подтверждён в 2014 году в ходе ревизии немецким колеоптерологом Волкером Ассингом (Dr. Volker Assing, Ганновер, Германия). Сходен с видом Nazeris elegans.